# 134
El 134 (CXXXIV) fou un any comú començat en dijous del calendari julià.

## Esdeveniments
- Ilseong esdevé governant del regne coreà de Silla.[1]

- 1 de gener: Juli Servià i Titus Vibius Varus, cònsols romans. A l'abril, Servianus va ser substituït per Titus Haterius Nepos, governador d'Aràbia Pètria.[2]
- Gener o febrer (data probable): presa de Jerusalem pels romans.[3]
- 5 de maig: Hadrià és a Roma el 3 de maig del seu divuitè poder tribunitià.[3]
- Inauguració de l'Ateneu, incloses les facultats de retòrica, dret, filosofia, a Roma.[2]
- Inauguració del Pons Ælius (avui Ponte Sant'Angelo). Inici de les obres del Mausoleu d'Adrià.[2]
- Flavi Arrià, el governador romà de Capadòcia, repel·leix un atac dels alans, pastors nòmades del sud-est de Rússia.[4]

## Necrològiques
- Jima de Silla (o Jima Isageum), governant coreà de Silla.[1]